# Cecilie Skog
Cecilie Skog (ur. 9 sierpnia 1974 r. w Alesund, Norwegia) – norweska alpinistka ekstremalna, polarniczka, autorka książek i wykładowczyni, osbowość telewizyjna. Pierwsza Norweżka na K2. Pierwsza kobieta, która zdobyła tzw. Wielkiego Szlema Odkrywcy (ang. The Explorer's Grand Slam).

## Życiorys
Cecilie Skog studiowała i pracowała jako pielęgniarka, lecz od czasu zdobycia Mount Everestu w 2004 roku, pracuje jako profesjonalna odkrywczyni i podróżniczka, przewodniczka i wykładowczyni.
W sierpniu 2008 roku zdobyła K2. Jej ówczesny mąż, Rolf Bae, który towarzyszył jej podczas wejścia na szczyt, na oczach żony zginął razem z dziesięcioma innymi alpinistami podczas schodzenia.
W styczniu 2010 roku ukończyła pierwsze samodzielne i nie wspomagane przejście na nartach Antarktydy (również bez użycia latawców). Idąc z Ryanem Watersem zajęło jej to 70 dni, od 13 listopada 2009 roku do 21 stycznia 2010 roku, aby pokonać ponad 1800 kilometrów w podróży przez Antarktydę.
Jako pierwsza kobieta zdobyła tzw. Wielkiego Szlema Odkrywcy (ang. The Explorer's Grand Slam), co oznacza zdobycie Korony Ziemi (w przypadku Skog: 1999-2006) oraz bieguna północnego oraz południowego.
Wzięła udział w kilku programach telewizyjnych: podróżniczych oraz popkulturowych (np. Skal vi danse).
W latach 2014–2019 była w związku ze wspinaczem wysokogórskim, polarnikiem i pisarzem Aleksandrem Gamme. Mają dwie córki.

## Zdobyte szczyty górskie[1][16]
- Mont Blanc 4807 m, 1996
- Aconcagua, 6962 m,1999
- Denali, 6194 m, 2001
- Czo Oju 8188 m, 2003
- Elbrus, 5642 m, 2003
- Mount Everest, 8848 m, 2004
- Kilimandżaro, 5895 m, 2004
- Masyw Vinsona, 4897 m, 2006
- Góra Kościuszki, 2228 m, 2006
- Jaya, 4884 m, 2007
- K2, 8611 m, 2008, na szczycie 1 sierpnia z Larsem Nessa. Pierwsze osoby z Norwegii na K2.
- Manaslu 8163 m, 2011
- Lhotse 8516 m, 2012

## Inne ekspedycje[1][17]
2003: Sziszapangma 8042 m (osiągnęła 7400 m)
2004: Grenlandia, przekroczyła lód śródlądowy ze wschodu na zachód - 610 km
2005: K2 8611 m (osiągnęła 7300 m)
2005: Biegun południowy, zjazd na nartach z Lodowca Szelfowego Rossa do bieguna w 32 dni
2006: Biegun północny, dotarcie na nartach z Wyspy Ellesmere’a do bieguna w 49 dni
2009: Grenlandia, pokonanie lodu śródlądowego z zachodu na wschód - 590 km
2010: Przemierzyła Antarktydę, z Wyspy Berknera przez biegun południowy do Lodowca Szelfowego Rossa w 70 dni i ponad 1800 km
2011: Przerwana próba dotarcia na nartach (ciągnąc kajak) do bieguna północnego w okresie letnim

## Książki[1]
- „Cecilie Skog og de tre polene” (2006)
- „Til Rolf” (2009)
- „Antarktis” (2011)
- „Utemat” (2012)
- „Et friluftsliv” (2014)